# Латам (Іллінойс)
Латам (англ. Latham) — селище (англ. village) в США, в окрузі Лоґан штату Іллінойс. Населення — 333 особи (2020).

## Географія
Латам розташований за координатами 39°58′1″ пн. ш. 89°9′44″ зх. д. / 39.96694° пн. ш. 89.16222° зх. д. (39.967061, -89.162349).  За даними Бюро перепису населення США в 2010 році селище мало площу 0,72 км², уся площа — суходіл.

## Демографія
Згідно з переписом 2010 року, у селищі мешкало 380 осіб у 162 домогосподарствах у складі 114 родин. Густота населення становила 527 осіб/км².  Було 182 помешкання (252/км²).
Расовий склад населення:
| - 98,9 % — білих - 0,3 % — корінних американців |

До двох чи більше рас належало 0,8 %. Частка іспаномовних становила 0,3 % від усіх жителів.
За віковим діапазоном населення розподілялося таким чином: 23,9 % — особи молодші 18 років, 58,2 % — особи у віці 18—64 років, 17,9 % — особи у віці 65 років та старші. Медіана віку мешканця становила 41,5 року. На 100 осіб жіночої статі у селищі припадало 106,5 чоловіків;  на 100 жінок у віці від 18 років та старших — 97,9 чоловіків також старших 18 років.
Середній дохід на одне домашнє господарство  становив 54 689 доларів США (медіана — 47 917), а середній дохід на одну сім'ю — 62 995 доларів (медіана — 62 500). За межею бідності перебувало 12,0 % осіб, у тому числі 23,5 % дітей у віці до 18 років та 2,5 % осіб у віці 65 років та старших.
Цивільне працевлаштоване населення становило 120 осіб. Основні галузі зайнятості: виробництво — 25,8 %, освіта, охорона здоров'я та соціальна допомога — 16,7 %, роздрібна торгівля — 10,0 %, транспорт — 9,2 %.